# Samuel Bodmer
Pour les articles homonymes, voir Bodmer.
Samuel Bodmer  est un géomètre bernois, né le 25 décembre 1652 à Berne et mort le 3 octobre 1724 à Oberburg. Il est notamment connu pour son travail qui a préparé la correction des eaux du Jura.

## Biographie
Fils d'un meunier, il s'oriente tout d'abord vers les métiers de la boulangerie. Vers 1680, il se dirige vers une carrière militaire d'artilleur dans l'armée bernoise où il obtient le grade de lieutenant. Aux alentours de 1700, il est nommé arpenteur de l'État de Berne. L'année suivante, il termine le relevé géométrique du chemin de la Gemmi et voit son travail publié dans le troisième volume de l'Helvetiae historia naturalis de Johann Jakob Scheuchzer. Il rédige ensuite le Plan du cours de la Thielle et de l'Aar, du lac de Bienne à Rüti, contenant la proposition d'un canal près de Bürglen qui prépare les principaux aspects du projet de correction des eaux du Jura. Par la suite, Samuel Bodmer réalise des arpentages en Argovie (1705), puis il dresse un relevé exhaustif des frontières bernoises (1706-1717), ajouté au March-Buch. De 1712 à 1714, Il conduit le chantier de détournement de la Kander dans le lac de Thoune.

## Sources
- « Samuel Bodmer » dans le Dictionnaire historique de la Suisse en ligne.